# Кожохово
Кожо́хово (каз. Кожохово) — село у складі Глибоківського району Східноказахстанської області Казахстану. Адміністративний центр Кожоховського сільського округу.
Населення — 914 осіб (2021; 1085 у 2009, 1154 у 1999, 1310 у 1989).
Національний склад станом на 1989 рік:
- росіяни — 75 %